# Lycée Émile Jacqmain
 (janvier 2015).
Si vous disposez d'ouvrages ou d'articles de référence ou si vous connaissez des sites web de qualité traitant du thème abordé ici, merci de compléter l'article en donnant les références utiles à sa vérifiabilité et en les liant à la section « Notes et références ».
Pour les articles homonymes, voir Jacqmain.

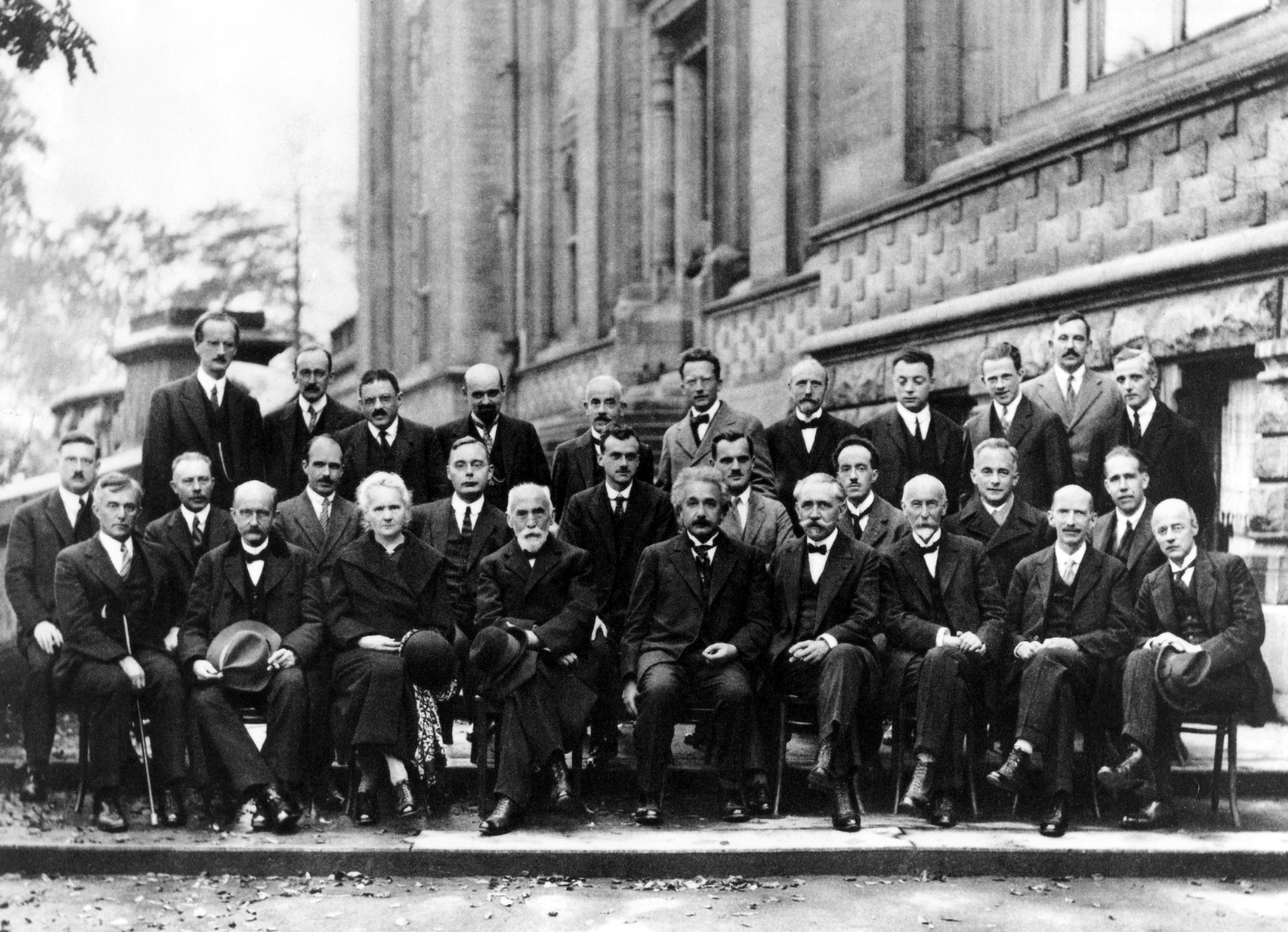
Congrès Solvay 1927, la photo a été prise devant l'actuel bâtiment central du lycée Émile-Jacqmain.

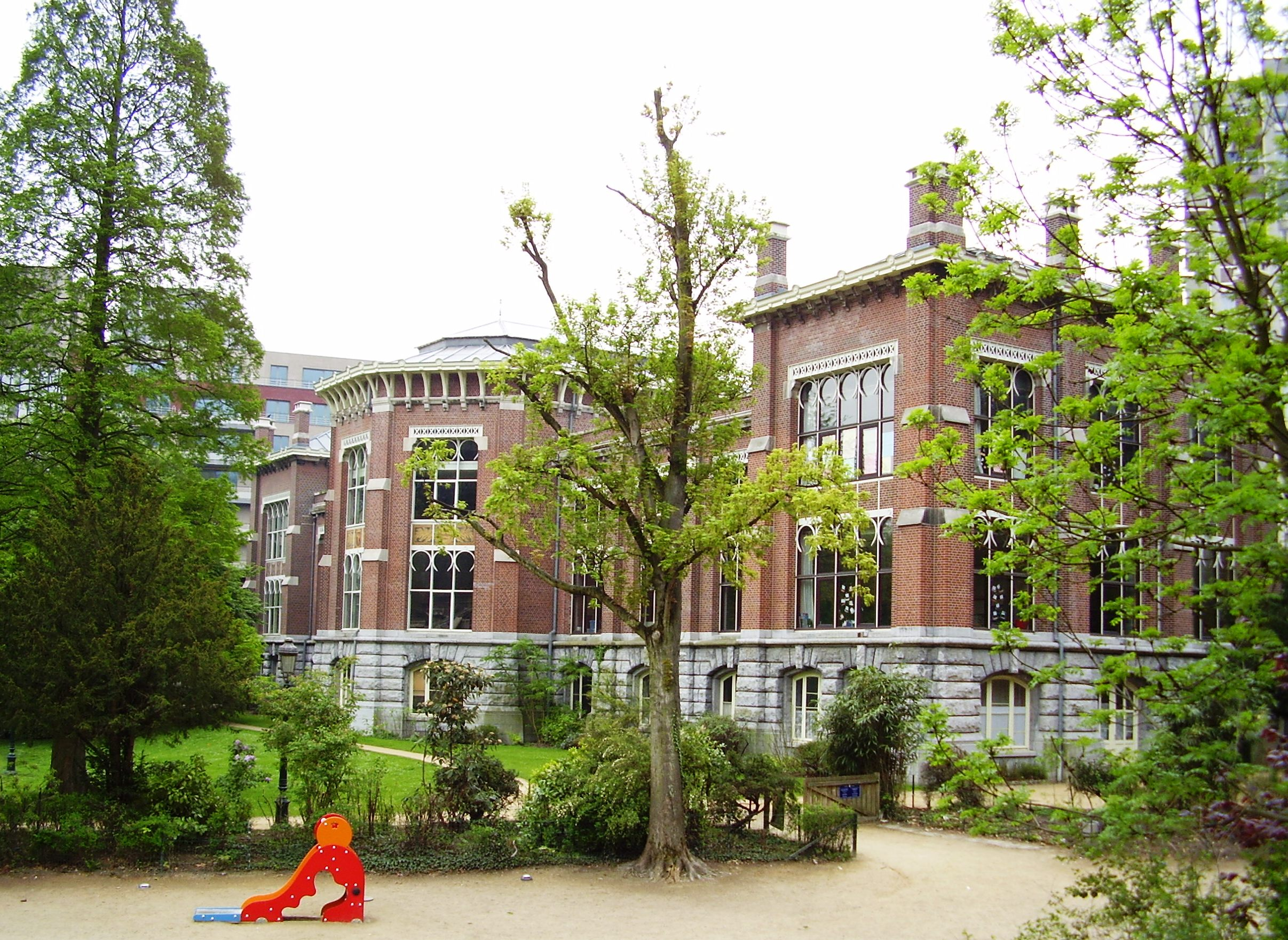
Lycée Émile-Jacqmain (bâtiment Warocqué) - section secondaires depuis 2011 - Ancien institut d'anatomie.

Le lycée Émile Jacqmain est une école d'enseignement secondaire de la Ville de Bruxelles, implantée dans le parc Léopold, faisant partie du réseau de l'enseignement officiel.

## Historique
Le lycée fut fondé en mai 1922 par Émile Jacqmain, échevin de l'Instruction publique à Bruxelles, et appelé à cette époque Athénée pour jeunes filles. Ce n'est qu'en 1931 que l'école s'installera dans le bâtiment actuel.

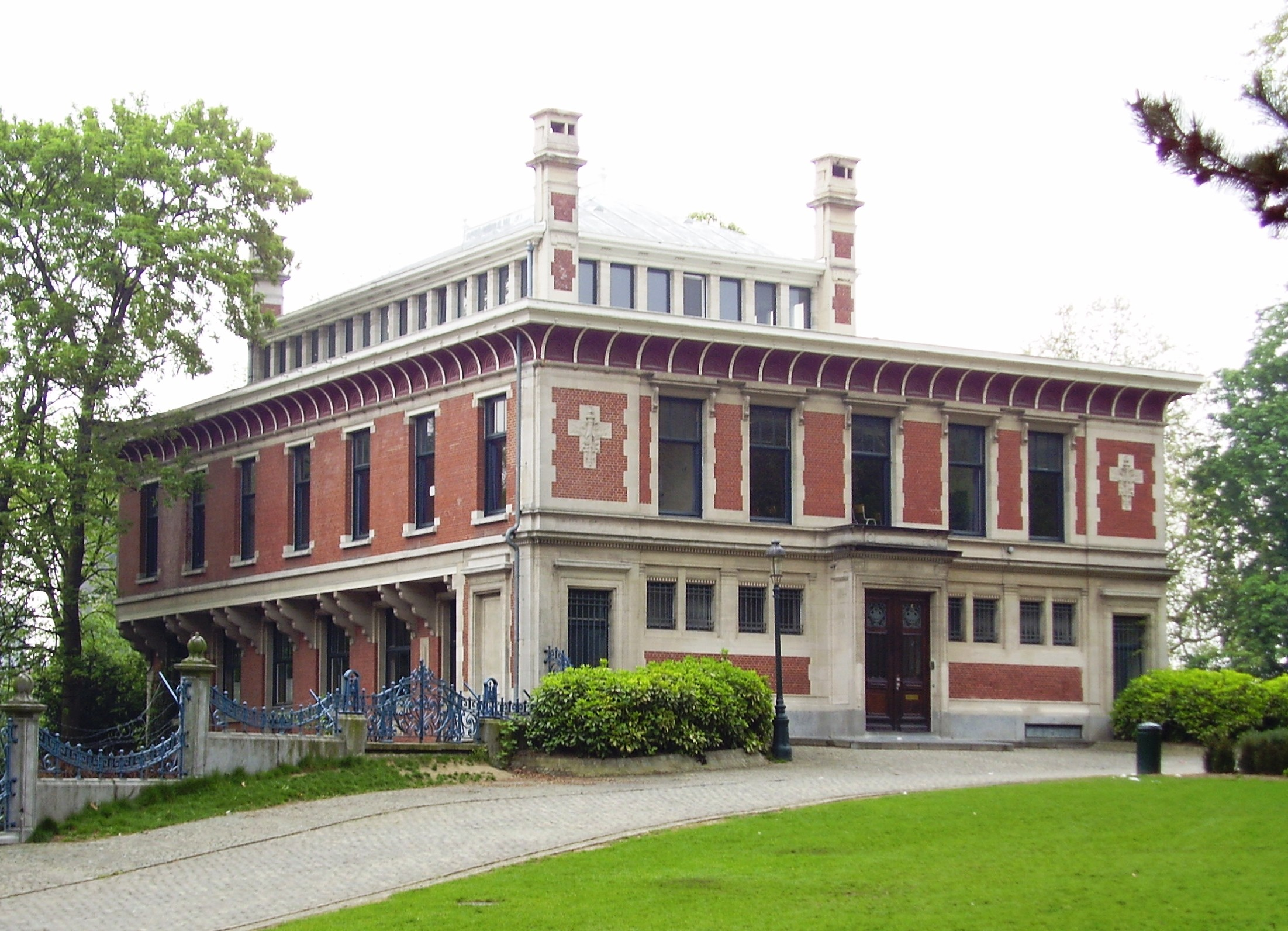
Lycée Émile-Jacqmain, annexe section secondaires (bâtiment Solvay) - Ancienne école de commerce Solvay.

## Description
Le lycée Émile-Jacqmain est un établissement scolaire qui prône un enseignement général de type traditionnel. Sa mission est de préparer au mieux les élèves à un enseignement de base. 
L'école compte aujourd'hui trois bâtiments dans le parc Léopold : 
- l'ancien institut de physiologie (bâtiment principal, section secondaires), dans lequel eurent lieu plusieurs congrès Solvay réunissant des physiciens de renom tels que Albert Einstein, Marie Curie, Max Planck, Henri Poincaré, Hendrik Lorentz, Niels Bohr ou encore Erwin Schrödinger.
- l'ancienne école de commerce Solvay, occupé par le lycée depuis 1955[1].
- l'ancien institut d'anatomie (section primaire jusqu'en janvier 2011; remplacé par une annexe secondaire)

La cour de récréation de la section secondaire du niveau inférieur se situe au pied du bâtiment Paul-Henri Spaak (parlement européen), les élèves du niveau supérieur pouvant vaquer à leur guise dans le parc pendant l'heure du midi.
L'établissement compte environ 900 élèves, dispose de son association des parents (APLEJ), de son comité des élèves (CELEJ), et de son propre journal officiel, entièrement édité par des élèves, relancé en 2005 sous le titre Dans l'Émile puis simplifié en 2016, L'Émile. Elle dispose même d'une antenne-école Amnesty International où les élèves motivés se réunissent très régulièrement. Depuis quelques années[Quand ?], les élèves organisent également un concert annuel à l'espace Lumen nommé le Jacqmain stage dans lequel les élèves motivés performent devant des élèves,des professeurs et des parents d'élèves. Les étudiants de première année sont aussi invités à un souper dans la bibliothèque Solvay située à côté de l'école, afin de mieux connaître les enseignants du premier degré.[pertinence contestée]
Au mois d'avril 2008, le préfet de l'école, Éric Deguide, fut l'objet d'une controverse pour n'avoir pas respecté et s'être publiquement opposé au décret de Marie Arena modifiant les modalités d'inscription dans les établissements scolaires. Ce décret impose de prendre les inscriptions selon leur ordre chronologique suivant la logique du « premier arrivé, premier inscrit ».
Néanmoins, devant le fort soutien populaire et la mobilisation des (anciens) élèves, professeurs et parents, le préfet ne reçut qu'une suspension de trois mois sur base d'une décision du conseil communal de la Ville de Bruxelles. Le décret en question a été modifié dès l'année scolaire suivante, supprimant les files d'attente devant les écoles mais créant des inscriptions multiples d'élèves.

## Transports près du lycée Émile Jacqmain
Le lycée est situé près des gares de Bruxelles-Luxembourg et de Bruxelles-Schuman, du métro (stations Maelbeek et Schuman), et du bus 59 (Jourdan, Luxembourg et Parc Léopold)

## Personnalités liées au lycée

### Professeurs
- Jeanne Kesseler (1891-1977), professeur de langues germaniques puis préfète ;
- Claire Préaux (1904-1979), professeur de langues anciennes.

### Anciens élèves
- Éliane Vogel-Polsky (1926-2015), juriste et féministe ;
- Cécile Feron (1936-1994), architecte urbaniste ;
- Charlotte Abramow, photographe et réalisatrice[3] ;
- Martine Maelschalck, ancienne rédactrice en chef de L'Écho, cadre de la SNCB/NMBS ;
- Caroline Désir, ministre de l'Enseignement de la Communauté française ;
- Yasmina Douieb et Pauline Étienne, comédiennes ;
- Martin Casier (né en 1987), homme politique ;
- Julien Uyttendaele (né en 1991), homme politique.